# Stenopsocus stigmaticus
Stenopsocus stigmaticus is een stofluis behorend tot de familie Stenopsocidae. 

## Verspreiding
Hij kan worden gevonden in Engeland, Ierland en Wales. Het is ook te vinden in Oostenrijk, België, Kroatië, Finland, Frankrijk, Duitsland, Hongarije, Italië, Luxemburg, Polen, Roemenië, Spanje, Zwitserland en Nederland.